# Гладштейн, Григорий Яковлевич
Григорий Яковлевич Гладштейн (12 апреля 1922, Николаев, Николаевская губерния — 2001) — советский и российский архитектор. Заслуженный архитектор Российской Федерации, почётный член Российской академии архитектуры и строительных наук, член-корреспондент Международной академии архитектуры.

## Биография
Родился в Николаеве.

Мемориальная доска

В 1940-м поступил в Ленинградский инженерно-строительный институт по специальности архитектор. Во время Великой Отечественной войны находился в комсомольском противопожарном полку обороны Ленинграда. Награждён медалью «За оборону Ленинграда». окончил институт в 1948 году. В течение 20 лет участвовал в разработке генеральных планов и проектов детальной планировки при застройке Ангарска, Хабаровска, Целинограда, других городов.
В 1968 году возглавил персональную творческую мастерскую института «Ленгражданпроект». Разработал генеральные планы развития Тосно, Любани, Никольского, Сельца, Красного Бора, Трубникова Бора. Ряд основных проектов выполнялся с участием архитекторов В. П. Ильина, Т. Артюшиной, Т. Даниэль и других.
Преподавал в Ленинградском инженерно-строительном институте и архитектурном техникуме (1957—1979).
Гладштейн, Т. Н. Артюшина, Т. А. Даниэль, В. П. Ильин, Л. Н. Кириллов, Ю. В. Соколов, В. А. Швыдко были отмечены Государственной премией РСФСР за создание индивидуального облика культурно-спортивного центра в посёлке Сельцо (1983).
Работал над генеральным планом Ленинграда и Ленинградской области (1984—1985).
Последний проект — парк отдыха, спорта и развлечений в посёлке Шапки.
Почётный гражданин города Тосно (1997), 7 декабря 2012 года была открыта мемориальная доска с именем Гладштейна (ул. Победы, д. 11).
Скончался в 2001 году. Похоронен на Волковском кладбище Санкт-Петербурга.